# Grégory Fichten
Grégory Fichten (Francia, 13 de agosto de 1990) es un jugador profesional francés de rugby que se desempeña en la posición de pilar izquierdo en Montpellier Hérault Rugby, equipo perteneciente a la liga Top 14.

## Carrera
Fichten es un jugador de formación francesa (JIFF). Comenzó su carrera deportiva con el equipo Racing Club Narbonnais, en el cual jugó siete temporadas (2009-2016), después pasó a Montpellier Hérault Rugby, donde lleva jugando ocho temporadas.